# Courier Rangers AFC
Der Courier Rangers Association Football Club war ein neuseeländischer Fußballklub aus Ōtāhuhu, einem Vorort von Auckland.

## Geschichte
Der Klub wurde im Jahr 1959 ursprünglich unter dem Namen Otahuhu Rangers gegründet. In der Saison 1965 startete man in der NRFL Division 1 B und konnte von hier nach der Meisterschaft in der Saison 1968 in die Premier League aufsteigen. Zur Spielzeit 1971 ging man dann aber in die Division 1 zurück und verblieb hier auch für die nächsten Jahre. Erst in der Saison 1977 wurde man dann wieder Meister und durfte so zur darauffolgenden Spielzeit an der erstklassigen National Soccer League teilnehmen. Mit einem fünften Platz schloss man hier dann auch die Saison 1978 ab. Nach der nächsten Spielzeit reichte ein elfter Platz jedoch nicht mehr für den Klassenerhalt und man stieg wieder ab. Im Jahr 1982 wurde der Klub dann auch aufgelöst.
Das beste Ergebnis im Chatham Cup, war in der Ausgabe 1977, als sie es bis ins Viertelfinale schafften und dort Nelson United unterlagen. Der heutige Klub Otahuhu United, spaltete sich im Jahr 1975 als Neugründung aus dem Klub heraus.